# Podemos Castilla y León
Podemos Castilla y León es la organización en Castilla y León de Podemos. Su secretario general es Pablo Fernández.
En las elecciones a las Cortes de Castilla y León de 2015 obtuvo 10 procuradores, mientras que en las de 2019 obtuvo 2 procuradores, y en las de 2022 un único procurador.

## Resultados electorales

### Congreso de los Diputados
| Congreso de los Diputados |                |         |    |          |         |         |        |
| Elecciones                | Candidatura    | Escaños | ±  | Posición | Votos   | Votos   | %      |
| 2015                      | Podemos        | 3/32    | ±0 | 4a       | 227.577 | 227.577 | 15,07% |
| 2016                      | Unidos Podemos | 3/31    | ±0 | 3a       | 226.313 | 1.264   | 15,58% |
| 2019 I                    | Unidas Podemos | 0/31    | 3  | 5a       | 158.535 | 67.778  | 10,42% |
| 2019 II                   | Unidas Podemos | 0/31    | ±0 | 4a       | 129.681 | 28.854  | 9,34%  |
| 2023                      | Sumar          | 0/31    | ±0 | 4a       | 99.018  | 30.663  | 6.99%  |

| Resultados electorales                             | Resultados electorales | Resultados electorales | Resultados electorales | Resultados electorales | Resultados electorales | Resultados electorales |
| Elecciones                                         | Candidato              | Votos                  | Votos                  | %                      | Diputados              | Diputados              |
| -------------------------------------------------- | ---------------------- | ---------------------- | ---------------------- | ---------------------- | ---------------------- | ---------------------- |
| Elecciones a las Cortes de Castilla y León de 2015 | Pablo Fernández Santos | 165.475                | 165.475                | 12.14 %                | 10/84                  | 10                     |
| Elecciones a las Cortes de Castilla y León de 2019 | Pablo Fernández Santos | 67.918                 | 97.557                 | 5,00 %                 | 2/81                   | 8                      |
| Elecciones a las Cortes de Castilla y León de 2022 | Pablo Fernández Santos | 62.138                 | 5.780                  | 5,08 %                 | 1/81                   | 1                      |

## Organización
La organización del partido surge de los documentos aprobados en la tercera Asamblea Ciudadana Estatal de Podemos, también conocida como Vistalegre III, en 2020. Consta de:
- Asamblea Ciudadana Autonómica.
- Consejo Ciudadano Autonómico.
- Coordinación Autonómica.
- Consejo de Coordinación Autonómico.
- Comisión de Garantías Democráticas Autonómica.

Además, la representatividad de los círculos (base de la militancia del partido) se da a través del consejo de círculos, la red de círculos o su presencia en el Consejo Ciudadano Autonómico.